# Römerlager Haltern

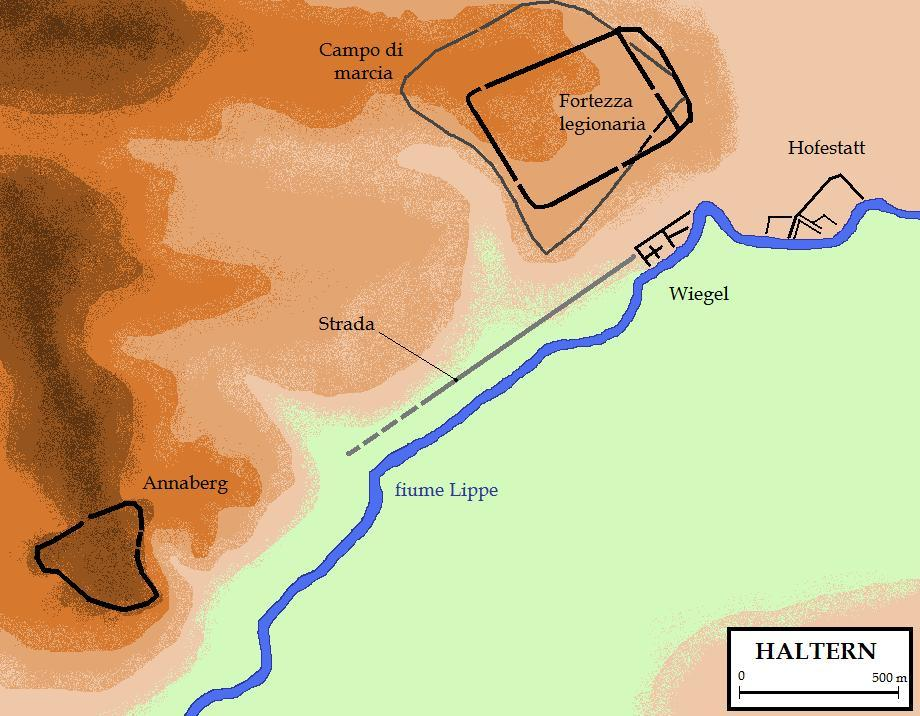
Ausgrabungsstätte Haltern nahe der Lippe 11 v. Chr. bis 9 n. Chr.

Als Römerlager Haltern werden mehrere römische Militäranlagen auf dem Gebiet der Stadt Haltern am See (Kreis Recklinghausen) bezeichnet. Dort wurden seit 1816 an insgesamt sechs Standorten militärische Anlagen sowie ein Gräberfeld aus augusteischer Zeit entdeckt. Der Komplex wurde vermutlich zu Beginn unserer Zeitrechnung unmittelbar nördlich des Flusses Lippe (Lupia) angelegt. Im Zusammenhang mit den Vorgängen um die Varusschlacht wurde er wieder verlassen. Wie die Wissenschaftler heute vermuten, hatten die Anlagen zunächst eine rein militärische Funktion und sicherten die Lippe als Schifffahrtsweg ab. Später gewannen sie auch Bedeutung als Verwaltungszentrum und Handelsplatz. Indizien weisen darauf hin, dass das in Verbindung mit der Varusschlacht von römischen Geschichtsschreibern erwähnte Lager Aliso im heutigen Haltern gelegen haben könnte.

## Forschungsgeschichte
Die Entdeckung der ehemaligen Römerlager Haltern geht auf das Jahr 1816 zurück. In einem Brief an den Oberpräsidenten der Provinz Westfalen Ludwig Freiherr von Vincke wird berichtet, dass nahe beim „St. Annenberg“ bei Haltern drei Grabhügel samt römischen Funden ausgegraben worden seien. 1834 veröffentlichte Pfarrer Joseph Niesert einen Fundbericht vom Annaberg. Schließlich untersuchte der preußische Major Friedrich Wilhelm Schmidt 1838 die Wege, auf denen sich römische Truppen zur Zeit des Kaisers Augustus ins Innere Germaniens aufgemacht hatten. Dabei stieß er auf dem Annaberg, der südwestlich der Stadt am Nordufer der Lippe liegt, auf die Überreste eines römischen Kastells. Erst ab dem Jahr 1899 gruben Archäologen die Reste von bislang fünf römischen Anlagen der augusteischen Epoche aus und entdeckten darüber hinaus ein Gräberfeld jener Zeit. Seither fanden viele Grabungskampagnen statt, die trotz der Erschwernis fortschreitender Siedlungstätigkeit wesentliche neue Erkenntnisse über Entwicklung und Funktion dieses Fundplatzes brachten.

## Lagerstrukturen

### Annaberg

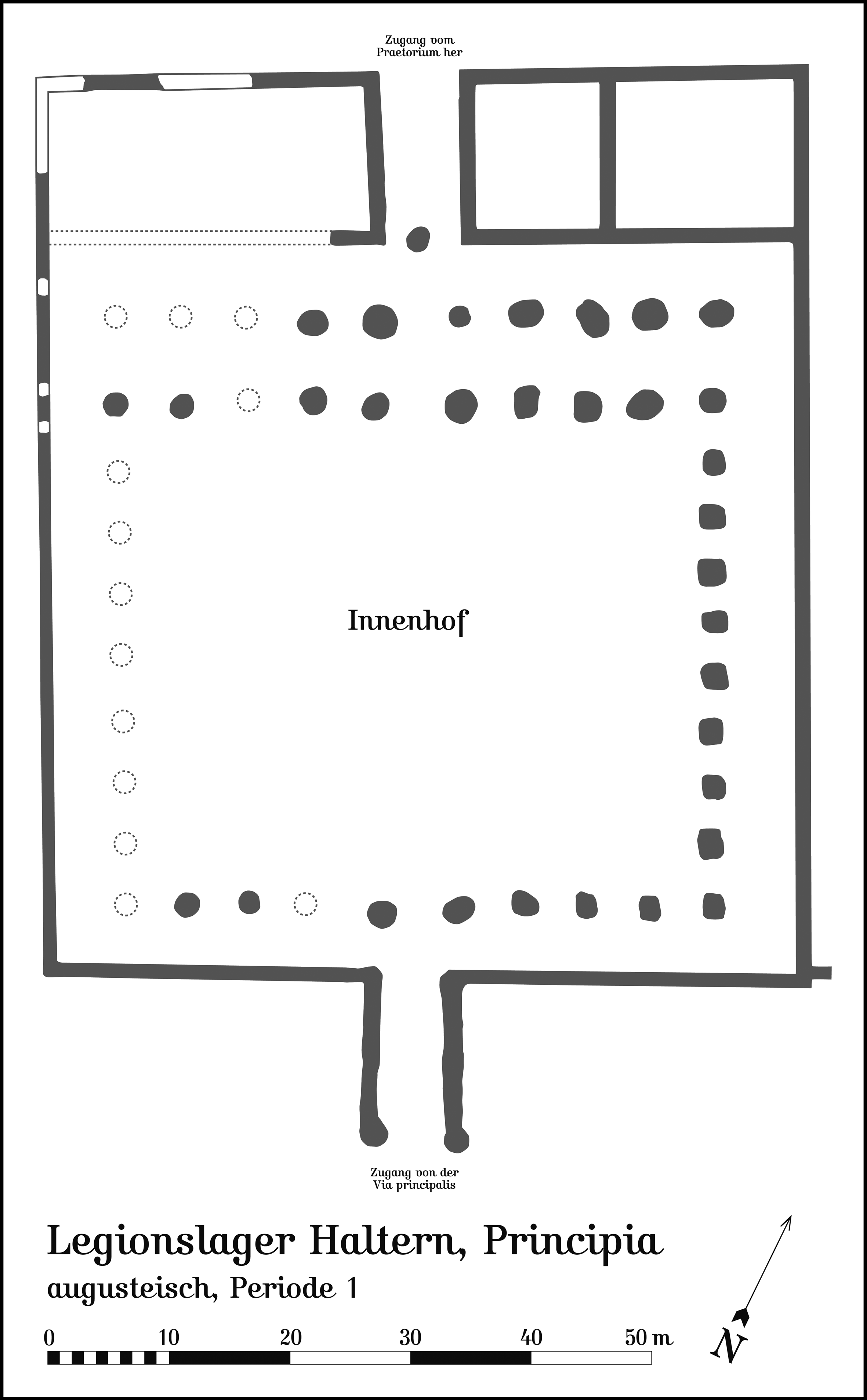
Sehr frühes Zeugnis für eine Principia in augusteischer Zeit im Legionslager Haltern, Periode 1

Im Sommer 1899 fand der Archäologe Carl Schuchhardt auf dem Annaberg-Plateau, welches die Lippe-Niederung um rund 30 m überragt, einen Graben, dessen Verlauf mittels Suchschnitten fast vollständig geklärt werden konnte. Dieser 3,5 m breite und 1,5 m tiefe Spitzgraben gehörte zur Umwehrung eines etwa 7 ha großen Lagers. Es war von annähernd dreieckiger Gestalt. Hinter dem Graben fand sich ein in geringen Abständen mit Pfosten verstärkter, etwa 4 m breiter und 1,5 m hoher Erdwall. Andere Pfostenspuren in dem Spitzgraben deuten an, dass in den Wall im Abstand von 30 m Türme eingebaut waren. Ungewöhnlich daran ist, dass die Türme sich teilweise außerhalb des Walles befunden hätten. Ebenfalls unklar ist der Befund bei den beiden zweiflügeligen Toranlagen. Die Torhäuser rechts und links der 4 m breiten Zufahrten hätten ebenfalls mehrere Meter über den Spitzgraben hinausragen müssen. Insgesamt ergibt sich ein für Militäranlagen der augusteischen Zeit untypisches Bild.

### Wiegel
Auf dem Flurstück Wiegel entdeckte der Halterner Arzt Alexander Conrads im August 1899 Scherben, die als augusteisch datiert wurden. Nördlich einer Terrassenkante zur Lippeaue wurde bei drei Grabungskampagnen ein 300 m langer und etwa 60 m breiter Geländeabschnitt untersucht. Es fand sich dabei ein unübersichtliches Miteinander mehrerer Gräben und Gruben. Ein rund 220 m langer Graben grenzte diesen Fundplatz nach Norden ab. Während er in östlicher Richtung immer flacher und schmaler wurde, bog er in westlicher Richtung nach Süden ab. Dort mündete er nach etwa 30 m in ein System von drei bis zu sieben Metern breiten Gruben unterschiedlicher Länge – das wegen der Anordnung der Gruben zueinander so genannte „Dreieck“. Westlich davon lag ein 13 × 18 m großes Gebäude, dessen der Lippe zugewandte Südfront halb offen war. Nicht weniger als acht Spitzgräben kreuzten diesen Fundplatz.

### Hofestatt
Auf dem Flurgrundstück Hofestatt gruben die Archäologen Friedrich Koepp, Hans Dragendorff und Gustav Krüger in den Jahren 1901 bis 1904 vier zeitlich aufeinander folgende, sich überlagernde Befestigungsanlagen aus. Sie alle waren zur südlich gelegenen Lippe hin ausgerichtet und zum Fluss hin offen. Dieser Umstand hat dazu geführt, dass sie in der Fachwelt auch „Uferkastell“ genannt werden.
- Die älteste Anlage war auch die kleinste. Sie war etwa 43 × 10 m groß. Umgeben war sie von einem 2 m breiten und rund 1 m tiefen Spitzgraben, der in der Osthälfte der Anlage doppelt ausgeführt war. Hinter den Gräben lag eine etwa 3 m breite Holz-Erde-Mauer.
- Die nächstjüngere Anlage umschloss die erste großflächig. Ihre etwa 115 m lange gerade Nordseite bog an ihren Ende in südlicher Richtung zur Lippe hin ab. Auch hier wurde ein Spitzgraben mit einer dahinter liegender Holz-Erde-Mauer gefunden. Pfostenspuren an der Nordost-Ecke lassen vermuten, dass sich dort ein Turm befand. In der Mitte der Nordseite fand sich eine etwa 3 m breite Erdbrücke, möglicherweise das Tor zu diesem Lagerplatz. Beiderseits dieser Toranlagen fanden sich im Lagerinneren die Umrisse zweier Gebäude.[10]
- Die dritte Anlage wurde von den Römern offenbar schon während der Bauphase verändert. An der Südwestecke ihres Vorgängers beginnend, verlief der wohl ursprünglich geplante Verlauf, von einem seichten Knick abgesehen, mehr als 220 m weit in nordöstlicher Richtung, um dann etwa 50 m weit nach Südosten abzuknicken. Diese Anlage war an der Westseite auf rund 75 m Länge mit einem doppelten Spitzgraben und einer Holz-Erde-Mauer versehen. In ihrem weiteren Verlauf wurde nur der äußere Spitzgraben gefunden. Etwa in der Mitte der nach Nordosten verlaufenden Umwehrung war eine Toranlage geplant, worauf eine breite Erdbrücke über den Spitzgraben hinweist. Tatsächlich wurde diese Anlage schließlich viel kleiner fertiggestellt. Sie war etwa halb so groß wie die zweite Befestigung und überlagerte diese in ihrer Westhälfte. Der schon erwähnte Doppelgraben knickte nun nach Südosten ab und endete an der Böschung zur Lippe. An der Nordostseite fanden sich auch eine Toranlage und Spuren kleinerer Gebäude.[11]
- Die jüngste aller gefundenen Anlagen war auch die größte. Etwa 90 m westlich der anderen Befestigungen beginnend, verliefen ihre beiden Spitzgräben und ihre Holz-Erde-Mauer zunächst nach Norden, bogen dann im rechten Winkel nach Osten ab, um schließlich in die östlichen Gräben der dritten Anlage zu münden. An der Westfront befand sich ein Tor; die Gräben waren dort von einer etwa drei Meter breiten Erdbrücke unterbrochen. In der Nordwest-Ecke dieser Befestigung fanden die Ausgräber die Spuren eines 55 × 30 m großen und zur Lippe hin offenen Gebäudekomplexes: die Überreste von sieben parallel zueinander liegenden Schiffshäusern – vergleichbar mit unseren heutigen Trockendocks. Jedes dieser Häuser war etwa 30 m lang und gut 6 m breit.[12]

### Feldlager
Grabungsbefunde auf der Flur Hofestatt führten die Archäologen auf die Spur des „Feldlager“ genannten Komplexes. Es liegt auf einer bis zu 30 m hohen Erhebung nordwestlich von Wiegel und Hofestatt. Nach mehreren Untersuchungen stand im Jahr 1909 die Größe des Lagers fest: Es war von annähernd fünfeckiger Form und etwa 614 × 560 m groß, was einer Fläche von etwa 34,5 ha entspricht. Umgeben war es von einem 1,6 m tiefen und bis zu 2,8 m breiten Spitzgraben. Tore fanden sich an der Nord-, Ost- und Südseite des Lagers. Eine etwa 3 m breite fundlose Zone hinter dem Graben an der Innenseite des Lagers deutet auf einen Wall hin. Spuren einer Innenbebauung wurden bei den bisherigen Grabungen nicht nachgewiesen. Im Nordgraben fand sich eine Kulturschicht mit erheblichen Mengen von Holzkohle, Schlacke und römischem Fundmaterial.

### Hauptlager
Ein Halterner Apotheker hatte 1901 römische Funde in einem Hohlweg entdeckt. Dieser stellte sich bei der Untersuchung des Fundortes durch Friedrich Koepp, Friedrich Philippi und Carl Schuchhardt als der äußere eines Doppelspitzgrabens heraus, welches das „Hauptlager“ umgab, und dessen Verlauf Otto Dahm fast vollständig klären konnte. Beide Gräben waren etwa 6 m breit und 2,5 m tief. Nach Innen folgte eine etwa drei Meter breite Holz-Erde-Mauer. Sie umschloss eine 16,3 ha große Fläche. Während der Untersuchungen entdeckten die Archäologen, dass das Lager zu einem Zeitpunkt, der sich nicht bestimmen ließ, nach Osten hin um etwa 1,6 ha vergrößert worden war. Im letzten Ausbaustadium hatte es eine Ausdehnung von etwa 560 × 380 m und bedeckte eine Fläche von 18,3 ha. In der Umwehrung fanden sich vier Toranlagen, wobei die Torgassen sieben bis zehn Meter breit waren. Eine Pfostenspur nahe dem Westtor weist auf einen Lagerturm hin. Die Doppelgräben des Hauptlagers durchschneiden mehrfach den – später entdeckten – Graben des Feldlagers, das daher früher als das Hauptlager angelegt worden sein muss.
Bis zum Ersten Weltkrieg hatten die Ausgräber neben den vier Hauptstraßen des Lagers (Via principalis, Via praetoria, Via decumana, Via quintana) ein beinahe rechtwinklig zueinander verlaufendes System von Straßen innerhalb der Lagerfläche entdeckt. Die Via praetoria war über 45 m, die Via principalis 30 m, die Via decumana und die Via quintana bis zu 20 m breit. Parallel zur Umwehrung verlief im Lagerinnern die Via sagularis. Die Innenbebauung wies das für römische Lager dieser Größe zu erwartende Spektrum an Gebäuden auf: neben Verwaltungssitz (Principia) und Quartier des Lagerkommandanten (Praetorium) gab es Tribunenhäuser, Centurionenhäuser, Kasernengebäude (Contubernium), ein Lazarett (Valetudinarium), Magazine, Töpfereien, Speicher und Werkstätten. Auffällig ist die ungewöhnlich hohe Zahl an Gebäuden repräsentativen Charakters und das nachträgliche Errichten von Neubauten in den Straßenraum hinein.

### Ostlager
Das Ostlager wurde 1997 entdeckt. Im Jahre 2000 fand man ein Clavicula-Tor, das man bisher nur aus Lagern kannte, die Ende des ersten Jahrhunderts der Zeitrechnung errichtet wurden.

### Älteres Feldlager
2021 wurde bei Ausgrabungen der Spitzgraben eines weiteren, rund 2000 Jahre alten Marschlagers bei Haltern entdeckt. Es soll eine Größe von etwa 24 Hektar bedeckt und bis zu 20.000 Legionären Platz geboten haben. Laut den Forschern sei es das erste römische Marschlager an dieser Stelle und vermutlich in der Zeit der Feldzüge des Drusus um 12 v. Chr. angelegt worden. Hinweise auf dieses Lager gab es bereits 2011 durch die Luftbildarchäologie.

## Gräberfeld
Erste Grabhügel waren nahe dem Annaberg bereits 1816 gefunden und ergraben worden. Grabungen am Osthang des Annabergs fanden 1925 unter August Stieren und 1932 unter Christoph Albrecht statt, bei denen augusteische Brandbestattungen gefunden wurden. 1958 wurde in diesem Gebiet zufällig ein weiteres augusteisches Grab entdeckt. Als etwa 500 m östlich noch ein Grab entdeckt wurde, begannen 1982 planmäßige Grabungen, bei denen bis 1988 weitere 32 Gräber entdeckt wurden. Das bislang entdeckte Gräberfeld erstreckt sich auf einer Länge von annähernd 500 m auf einem etwa 45 m breiten Streifen von der Südostecke von Feld- und Hauptlager zum Annaberg. In allen Fällen handelt es sich um Brandbestattungen, wobei Kochtöpfe als Urnen verwendet wurden. Zu den Grabbeigaben gehören fast immer kleine Salböl-Flaschen. Häufig gefunden wurden auch Reste von Krügen und anderem Geschirr sowie Nägel, die vom Totenbett der Verstorben, aber auch von deren Schuhen stammen können. Auf Totenbetten deuten auch Hunderte Bruchstücke aus Bein hin, die mit Schnitzwerk verziert waren.

## Funde
Das Fundspektrum ist reichhaltig, wie der nachfolgende Überblick verdeutlicht.
- Münzen: vier Goldmünzen, 309 Silbermünzen, 2561 Kupfermünzen (Bargeld der Soldaten).
- Bauausstattung/ Wohnen: Bleirohre (Wasserleitung), Zeltheringe, Lampen, Kandelaber, Reste von Schlössern und Schlüsseln.
- Keramik/ Glas: hochwertige Feinkeramik, Gebrauchskeramik, Buntglas (Millefioriglas, Retticellafadenglas, Streifenmosaikglas, einfarbiges Buntglas), Spielsteine.
- Werkzeuge: Bleigewichte, Äxte, Hacken, Zangen, Sicheln, Dolabras, Bauklammern, Mauerhaken, Bleilote, Bleibarren, Bronzebarren, Ambosse, Gussformen, Handbohrer, Hämmer, Sägen.
- Waffen: Dolche, Helm, Schildbuckel, Schwertscheiden, dreiflügelige Pfeilspitzen, Schleuderbleie, Pilum- und Lanzenspitzen, Katapultpfeile, Handfesseln.
- Essen/ Trinken/ Kochen: Krüge, Töpfe, Schalen, Teller, Tassen, Amphoren, Backplatten, Kellen, Siebe. Der Fundort ist Eponym des Halterner Kochtopfes.
- Kult: Urnen, Totenbetten, Schälchen und andere Kultgefäße, Kultfiguren.
- Medizin: Arzneibüchse, Sonden, Nadeln, Pinzette, Fläschchen, Kanne, Schaber.
- Reiterei: Pferdegeschirr-Beschläge, Trensen, Hebelarmhakamore, Bronzeglocken.
- Bekleidung/ Schmuck: Bronzeschnallen mit Lederriemenresten, Gürtelschließen, Schmuckscheiben, Knöpfe, Fibeln, Ringe, Gemmen, Amulette, Anhänger.

## Datierung
Wann der Lagerkomplex Haltern gegründet wurde, steht bislang nicht eindeutig fest. Zeitlich zuordnen lässt sich die Gründung bislang allein durch Vergleichen des Halterner Fundmaterials mit dem anderer, bereits fest datierter Fundplätze. Aus dem Formenspektrum der Keramikfunde lässt sich ableiten, dass Haltern erst einige Jahre nach Aufgabe des Römerlagers Oberaden, welches spätestens im Jahr 8 v. Chr. aufgelassen wurde, gegründet wurde. In den historischen Quellen ist für den Zeitraum von 7 v. Chr. bis 1 n. Chr. kein Grund für das Errichten eines derartigen Militärkomplexes erkennbar. Daher spricht einiges dafür, dass Haltern im Zusammenhang mit den von dem römischen Schriftsteller Velleius Paterculus erwähnten Unruhen in Germanien des Jahres 1 n. Chr. steht, auf die die Römer mit Feldzügen unter Marcus Vinicius reagierten (immensum bellum). Eine Gründung bereits ab den Jahren 7–5 v. Chr. wird allerdings nicht ausgeschlossen; in diesen Jahren wurde die rechtsrheinische Infrastruktur nach dem Ende der Drusus-Feldzüge (12 bis 8 v. Chr.) neu strukturiert.
Der Lagerkomplex bei Haltern wurde von den Römern nur bis zum Jahr 9 n. Chr. genutzt. Anhand von Münzstatistiken konnte Konrad Kraft diese Annahme 1956 erstmals plausibel belegen. Sie wurde in späteren Jahren von Bernard Korzus und anderen aufgrund des weiter gewachsenen Münzbestandes bestätigt.
Für die Aufgabe des Lagers im Zusammenhang mit der Varusschlacht sprechen unter anderem auch drei Hortfunde. Entdeckt wurden außer einer Kiste, die mehr als 3000 Geschützpfeile enthielt, ein weiterer Hort mit Waffen und anderen Objekten aus Metall sowie ein Münzschatz, der mit einer Gold- und 186 Silbermünzen in seinem damaligen Wert in etwa dem Jahressold eines Soldaten entsprach.

## Funktion
Trotz seiner geeigneten Lage gibt das Lager auf dem Annaberg den Wissenschaftlern Rätsel auf, weil es nicht zu dem Bild anderer augusteischer Militäranlagen passt. Seine Funktion ist bislang ungeklärt. Ebenso verhält es sich mit dem Fundplatz Wiegel am Rande der Hochterrasse zur Lippeaue. Zunächst wurde darin ein mit Speicherbauten ausgestatteter Anlegeplatz für Schiffe vermutet. Dann jedoch hätte die Lippe direkt an der Terrassenkante vorbeifließen müssen, was als unwahrscheinlich gilt. Zu der Annahme passen auch nicht die vielen Siedlungsfunde aus Münzen, Fibeln, Feinkeramik und Buntglas, die man an einer Hafenanlage in hoher Zahl eher nicht erwarten kann.
Bei der vierten, also jüngsten Befestigungsanlage am Hofestatt handelt es sich den Befunden zufolge eindeutig um einen befestigten Marinestützpunkt. Die Funktion der zuvor an dieser Stelle errichteten Anlagen ist unklar. Auch wenn sich auch dort jeweils eine Nutzung als befestigter Landeplatz für Schiffe annehmen lässt, so ist das durch Befunde bislang nicht erhärtet worden.
Der Lagerkomplex diente offenbar nicht mehr allein militärischen Zwecken, als er verlassen wurde. Die Annahme einer außerdem administrativen und auch schon zivilen Nutzung stützt sich auf mehrere Befunde. Zum einen wurde das Lager erheblich vergrößert. Aber dies geschah offenbar nicht, um Platz zum Unterbringen weiterer Soldaten zu gewinnen. Stattdessen gibt es Hinweise darauf, dass Kasernen zugunsten des Anlegens von Werkstätten abgerissen wurden. Weitere Indizien sind der Neubau eines Tribunenhauses und eines Speichergebäudes nach der Lagererweiterung, der Umbau mehrerer Gebäude, der Neubau von Tribunenhäusern in den Lagerstraßen und die Tatsache, dass der Lagerkomplex insgesamt mehr Gebäude für höhere Offiziere enthielt, als es für ein Lager nötig gewesen wäre. Siegmar von Schnurbein zufolge konnte das Lager lediglich sechs oder sieben Kohorten und einige Hilfstruppenkontingente aufnehmen.
Die Keramikproduktion des Lagers diente zu einem späteren Zeitpunkt seines Bestehens offenbar nicht mehr allein dem Zweck, den eigenen Bedarf zu decken. Funde von Terra-Sigillata-Imitationen und glasierter Keramik legen diesen Schluss nahe. Über den Fund von in Haltern produzierter hochwertiger Keramik sind Handelsbeziehungen lippeaufwärts bis zum Römerlager Anreppen sowie lippeabwärts zum Rhein und an diesem bis nach Mainz und Wiesbaden nachweisbar.
Abschließend lässt sich sagen, dass Haltern, als es verlassen wurde, im Wandel begriffen war von einem rein militärischen Komplex hin zu einem, dem zunehmend auch zivile Bedeutung zukam. Das passt zu den Schilderungen der antiken Schriftsteller Tacitus und Cassius Dio. Tacitus berichtete in seinen Annalen (1, 59) von Arminius, er habe in einer Rede gegen die Römer von neuen Siedlungen („novas colonias“) gesprochen; Dio beschrieb in seinem Werk Römische Geschichte, die Römer hätten zur fraglichen Zeit im rechtsrheinischen Gebiet erste Städte („Polis“) und Märkte („Agora“) aufgebaut. Während in Lahnau-Waldgirmes an der Lahn inzwischen eine solche Stadtgründung aus augusteischer Zeit entdeckt wurde, diente Haltern aufgrund der Funde und Befunde eher als Handelsplatz.
Offen ist, welche Truppen einst in Haltern stationiert waren. Auf die zeitweilige Anwesenheit zumindest von Teilen der in der Varusschlacht untergegangenen 19. Legion weisen zwei Funde hin: ein Terra-Sigillata-Teller mit der Ritzinschrift eines Soldaten mit dem wenig verbreiteten Namen Fenestela, dessen in Frejus gefundener Grabstein ihn als Angehörigen dieser Legion ausweist; ein im Hauptlager gefundener Bleibarren, auf dem sich ebenfalls ein Hinweis auf die 19. Legion befindet.

## Das Gelände heute

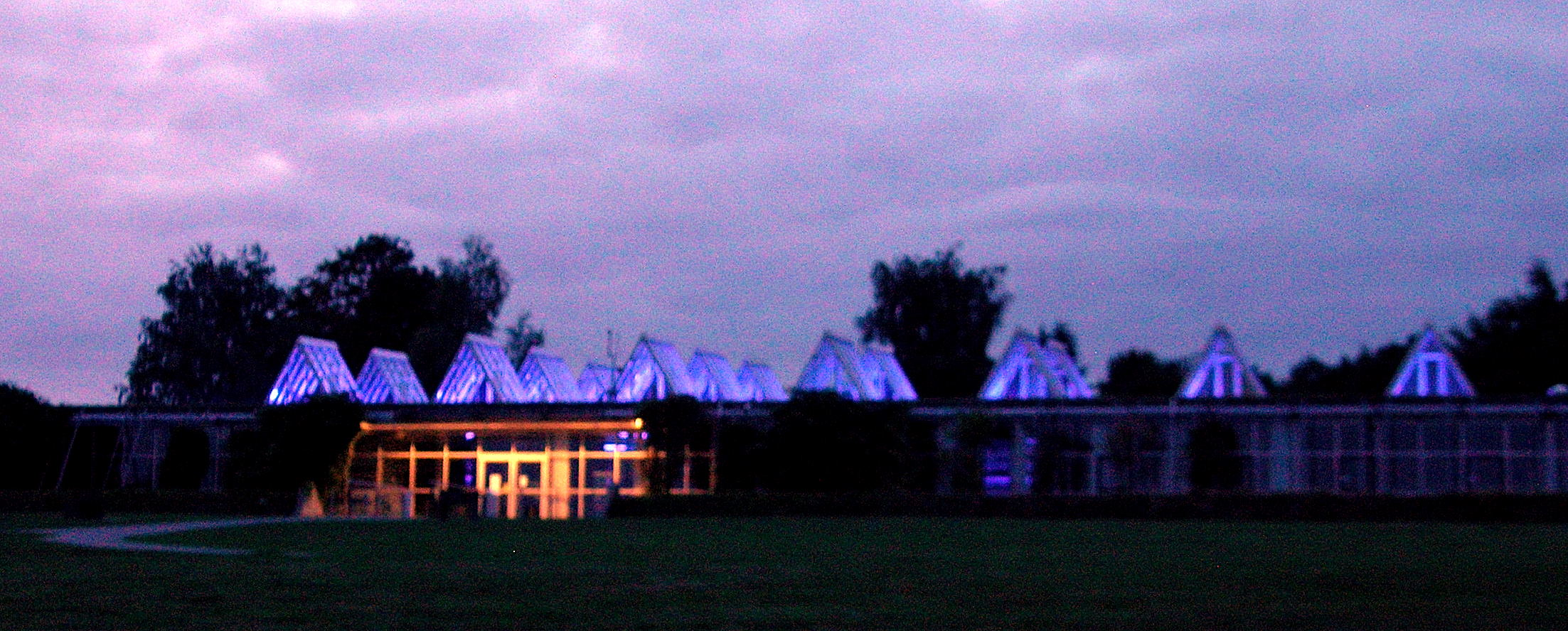
LWL-Römermuseum Haltern am See in der Dämmerung

Wesentliche Teile des ehemaligen Lagerkomplexes sind heute überbaut. Eine von zwei Ausnahmen ist der westliche Bereich von Feld- und Hauptlager. Das Areal am Westrand der Stadt Haltern am See ist von Siedlungsflächen umschlossen und wird heute landwirtschaftlich genutzt. Der Fundort am Annaberg ist heute bewaldet. Das LWL-Römermuseum wurde zwischen den südlichen Umwehrungen von Feld- und Hauptlager erbaut und vollzieht deren Verlauf durch die Gebäudeform nach. Die Oberlichter in dem begrünten Dach des Flachbaus erinnern zudem an die Zelte der römischen Soldaten, die auf diesem Gelände vor 2000 Jahren campierten. Auch die Funde der weiteren bislang an der Lippe entdeckten Lager – Anreppen, Beckinghausen, Holsterhausen, Oberaden – sowie die aus dem Römerlager Kneblinghausen werden in dem Museum ausgestellt. Vom 16. Mai bis 25. Oktober 2009 beleuchtete die Ausstellung Imperium. Konflikt. Mythos. 2000 Jahre Varusschlacht an den Originalschauplätzen Haltern am See, Kalkriese und Detmold unterschiedliche Facetten des historischen Geschehens.